# Выборы президента Чехии (2013)
Выборы президента Чешской республики, согласно Конституции Чехии в редакции закона 71/2012 Sb., проходили в форме прямых всенародных выборов. Первый тур выборов состоялся 11 и 12 января 2013 года. Второй тур выборов прошёл 25—26 января. Это первые всенародные выборы президента современной республики. Победителем выборов стал Милош Земан.

## Принципы регистрации кандидатов
Центральная избирательная комиссия, возглавляемая министром внутренних дел, принимала номинации на пост президента до 6 ноября 2012 года. Номинировать кандидата вправе любой гражданин Чехии, имеющий право голоса. Для регистрации кандидата к формальному заявлению о номинации должны быть приложены дополнительные документы: согласие кандидата с номинацией, справку об открытии счета для избирательной кампании, в случае, когда кандидат номинирован гражданами — подписные листы, а в случае номинации депутатами Сената или Палаты депутатов — их список, контактные данные и подписи.
Министерство внутренних дел в период до 23 ноября 2012 года проверило корректность сведений, указанных в номинациях и сопутствующих документах; у кандидатов, выдвинутых гражданами, произведён точный подсчёт голосов и проверена корректность сведений, указанных в подписных листах. Кандидаты, номинированные гражданами, должны были собрать не менее 50000 действительных подписей граждан. Кандидаты же, выдвинутые депутатами или сенаторами чешского парламента — не менее 20 подписей депутатов либо 10 подписей сенаторов. В указанную дату Министерство опубликовало решения о регистрации кандидатов на пост президента.
По итогам первого этапа регистрации кандидатов из 20 поданных номинаций допущены к проверке Министерством лишь 11 из них. Второй этап регистрации кандидатов — проверка подписных листов — отсеял ещё троих претендентов на президентский пост. 13 декабря высший административный суд Чехии вынес решение обязать МВД зарегистрировать кандидатом Яну Бобошикову, которой ранее было отказано в регистрации.

## Первый тур
Выборы в первом туре проходили заметно активнее, чем прошедшие незадолго до них выборы в Сенат. Все зарегистрированные кандидаты приняли участие в выборах, ни одна кандидатура не была снята. Явка избирателей составила 5 171 666 человек, или 61,31 %. Вопреки прогнозам, второе место занял не экс-премьер Ян Фишер, а глава МИД Чехии Карел Шварценберг. Никто из кандидатов не набрал более 50 % голосов, и первые два кандидата, набравшие наибольшее количество голосов, переходят во второй тур выборов. Действующий президент Чехии Вацлав Клаус назвал результат голосования в 1-м туре «самой большой катастрофой правых сил за посткоммунистическую эпоху».

## Второй тур
На некоторых избирательных округах была отмечена необычайно высокая явка избирателей (более 50 %) ещё в первый день выборов — 25 января. Итоговая явка составила 4 986 040 человек, или 59,11 %. Милош Земан набрал почти 55 % голосов, победив таким образом Карла Шварценберга с 45 %. По территориальному распределению голосов можно сделать вывод, что Шварценберг победил в крупнейших городах и агломерациях, тогда как Земан — больше в сельской местности и малых и средних городах.
Абсолютная разница между кандидатами составила около полумиллиона голосов. Карел Шварценберг поздравил соперника с победой на выборах и пожелал ему «быть президентом всех граждан». Глава государства Вацлав Клаус, комментируя победу Земана, сказал, что «правда и любовь одержали победу над ложью и ненавистью».

## Кандидаты
| Имя                                                                  | Имя               | Политическая принадлежность          | Основание регистрации                                      | Избирательный фонд | Результат первого тура, % | Результат второго тура, % |
| -------------------------------------------------------------------- | ----------------- | ------------------------------------ | ---------------------------------------------------------- | ------------------ | ------------------------- | ------------------------- |
|                                                                      | Яна Бобошикова    | СУВЕРЕНИТЕТ — — Блок Яны Бобошиковой | ≈ 55 тыс. граждан, засчитано 45 429                        | отчёт кандидата    | 2,39                      | —                         |
|                                                                      | Иржи Динстбир     | ČSSD                                 | 28 сенаторов и 55 тыс. граждан, засчитаны голоса сенаторов | счёт               | 16,12                     | —                         |
|                                                                      | Милош Земан       | Партия прав граждан ЗЕМАНОВЦЫ        | 105 439 граждан, засчитано 82 856                          | счёт               | 24,21                     | 54,80                     |
|                                                                      | Зузана Ройтгова   | KDU-ČSL                              | 80 894 граждан, засчитано 75 066                           | отчёт кандидата    | 4,95                      | —                         |
|                                                                      | Пршемысл Соботка  | ODS                                  | 51 депутат и 23 сенатора                                   | счёт               | 2,46                      | —                         |
|                                                                      | Ян Фишер          | Независимый / беспартийный           | 101 761 граждан, засчитано 77 387                          | счёт               | 16,35                     | —                         |
|                                                                      | Татьяна Фишерова  | Независимый / KH                     | 72 610 граждан, засчитано 64 961                           | счёт               | 3,23                      | —                         |
|                                                                      | Владимир Франц    | Независимый / беспартийный           | 88 388 граждан, засчитано 75 709                           | счёт               | 6,84                      | —                         |
|                                                                      | Карел Шварценберг | TOP 09                               | 41 депутат ТОП 09                                          | счёт               | 23,40                     | 45,19                     |
| Не зарегистрированы кандидатами после представления подписных листов |                   |                                      |                                                            |                    |                           |                           |
|                                                                      | Владимир Длоугий  | Независимый / беспартийный           | ≈ 60 тыс. граждан, засчитано 38 687                        | —                  | —                         | —                         |
|                                                                      | Томио Окамура     | Независимый / беспартийный           | 61 500 граждан, засчитано 35 751                           | —                  | —                         | —                         |

## Президентские дебаты
| Дата       | Место                               | Участники | Тема |
| ---------- | ----------------------------------- | --- | --- |
| 18.1.2013  | РокОпера, Прага                     | Милош Земан, Карел Шварценберг | «Президентская дуэль» |
| 10.1.2013  | Эфир чешского ТВ                    | все 9 кандидатов | «Президентские супердебаты», разное |
| 8.1.2013   | Национальная техническая библиотека | все 9 кандидатов | разное |
| 4.1.2013   | РокОпера, Прага                     | Милош Земан и Ян Фишер | разное, проверка знания русского языка у кандидатов |
| 13.12.2012 | Дом профсоюзов, Прага               | Иржи Динстбир, Таня Фишерова и Милош Земан | Экономика, проблематика ЕС, внешняя политика |
| 5.12.2012  | Каролиниум, Прага                   | Иржи Динстбир, Владимир Длоугий, Ян Фишер, Карел Шварценберг, Пржемысл Соботка и Милош Земан                                                           | Безопасность и оборона государства |
| 3.12.2012  | Театр La Fabrica, Прага             | Яна Бобошикова, Иржи Динстбир, Владимир Длоугий, Таня Фишерова, Зузана Ройтгова и Карел Шварценберг (отказались прийти Владимир Франц и Томио Окамура) | Презентация своих программ по 7 минут |
| 28.11.2012 | Юрфак КУ                            | Иржи Динстбир, Пржемысл Соботка, Милош Земан | Конституционные пределы полномочий президента республики |
| 28.11.2012 | Каролиниум, Прага                   | Яна Бобошикова, Иржи Динстбир, Ян Фишер, Пржемысл Соботка, Карел Шварценберг и Милош Земан                                                             | Внешняя политика Чехии |
| 22.11.2012 | Национальный театр                  | Владимир Длоугий, Карел Шварценберг и Пржемысл Соботка                                                                                                 | Разные темы |
| 21.11.2012 | Западно-чешский университет         | Яна Бобошикова, Иржи Динстбир, Владимир Длоугий, Таня Фишерова и Карел Шварценберг                                                                     | Экономический кризис, торговля с Китаем, чешская дипломатия |
| 21.11.2012 | ВШЭ                                 | Владимир Франц, Пржемысл Соботка | Прямые выборы, мотивы и приоритеты кандидата, ответы на вопросы публики: экономика, внешняя политика, коррупция, финансирование культуры, коалиция коммунистов и социалистов в регионах, отношения с коммунизмом |
| 8.11.2012  | Институт экономических наук, Прага  | Иржи Динстбир, Ян Фишер, Зузана Ройтгова, Карел Шварценберг, Пржемысл Соботка и Милош Земан                                                            | Европейское видение кандидатов |
| 6.11.2012  | Отель Marriott, Прага               | Иржи Динстбир, Ян Фишер, Пржемысл Соботка и Милош Земан                                                                                                | Внешняя политика Чехии |
| 1.11.2012  | Национальный театр                  | Иржи Динстбир, Зузана Ройтгова и Милош Земан | Разные темы |
| 18.10.2012 | Союз НТО, Прага                     | Яна Бобошикова, Ладислав Якл, Иржи Карас и Пржемысл Соботка                                                                                            | Оборона государственного суверенитета и традиционных ценностей |
| 19.9.2012  | Кайзерштейнский дворец, Прага       | Иржи Динстбир, Карел Шварценберг, Пржемысл Соботка и Милош Земан                                                                                       | Отношение Чехии к ЕС и наоборот, развитие и тренды ЕС, важность проблематики ЕС, чешские заграничные интересы |
| 7.8.2012   | Библиотека Вацлава Гавела, Прага    | Иржи Динстбир, Ян Фишер, Милош Земан, отказались прийти Таня Фишерова и Зузана Ройтгова                                                                | Гражданское общество, политические партии и избирательная система, церковь и церковная реституция, референдумы, права человека, Лиссабонский договор, недемократические страны, равенство, квоты и квоты для женщин, дискриминация и позитивная дискриминация, меньшинства и цыгане, экстремизм, ЛГБТ, регистрируемые партнерства, приём детей в гомосексуальные семьи, коррупция, декларация имущества |